# Бэнкрофт, Джордж (актёр)
Джордж Бэнкрофт (англ. George Bancroft, 30 сентября 1882 — 2 октября 1956) — американский актёр.

## Биография
Джордж Бэнкфорт родился в Филадельфии, штат Пенсильвания, в 1882 году. 
В 1900 году он проплыл под корпусом линкора USS Oregon, чтобы проверить степень повреждения после того, как линкор ударился о скалу у берегов Китая. За это его наградили учебой в Военно-морской академии 
После окончания Военно-морской академии США он не продолжил карьеру во флоте, а стал выступать в ревю с музыкальными и танцевальными номерами. В 1921 году Бэнкфорт дебютировал в кино, где за короткие сроки добился большого успеха и признания. В 1920-х он запомнился своими ролями в картинах «Беглянка» (1926), «Старые броненосцы» (1926), «Подполье» (1927), «Пристани Нью-Йорка» (1928), «Сети зла» (1928) и «Громобой» (1929), за роль Джима Ланга в котором был номинирован на «Оскар» как лучший актёр.
Из-за неспособности приспособиться к требованиям звукового кино актёр к середине 1930-х переместился на роли вторых планов, хотя иногда продолжал появляться в крупных ролях в таких кинолентах, как «Мистер Дидс переезжает в город» (1936), «Ангелы с грязными лицами» (1938), «Дилижанс» (1939) и «Каждое утро я умираю» (1939). В 1942 году Джон Бэнкфорт завершил актёрскую карьеру и, покинув Голливуд, перебрался на ранчо в Южную Калифорнию, где провёл остаток лет вместе с супругой, актрисой Октавией Броск. Актёр скончался в Санта-Монике в октябре 1956 года в возрасте 74 лет.

## Фильмография
- 1927 — Подполье — Булл